# Trichomachimus baratovi
Trichomachimus baratovi là một loài ruồi trong họ Asilidae. Trichomachimus baratovi được Lehr miêu tả năm 1989. Loài này phân bố ở vùng Cổ Bắc giới.